# کریستیان مانهرتس
کریستیان مانهرتس (مجاری: Krisztián Manhercz؛ زادهٔ ۶ فوریهٔ ۱۹۹۷) بازیکن واترپلو اهل مجارستان است.